# 劉翼 (前趙)
劉 翼（りゅう よく、? - 312年）は、中国五胡十六国時代の漢（後の前趙）の皇族。昭武帝劉聡の第3子である。

## 生涯
祖父の劉淵が挙兵すると、これに仕えて別将となった。
驍勇であり、人並はずれた力を持っていた。また、射術にも秀でていた。その力は片手で殿柱を持ち上げる程であった。さらに、平陽門を飛び越えるほどの跳躍力もあったという。当時の人々は、彼を関羽・張飛に比した。劉淵は彼を只者ではないと考え、征虜将軍とした。
310年8月、父の劉聡が即位すると、劉翼は彭城王に封じられた。312年に没した。